# Paweł Mąciwoda
 (février 2024).
Si vous disposez d'ouvrages ou d'articles de référence ou si vous connaissez des sites web de qualité traitant du thème abordé ici, merci de compléter l'article en donnant les références utiles à sa vérifiabilité et en les liant à la section « Notes et références ».
Paweł Mąciwoda (API : /ˈpavɛw ˌmɔŋt̠͡ɕiˈvɔda/) (né le 20 février 1967 à Wieliczka, Pologne) est un bassiste polonais membre depuis le 10 janvier 2004 du groupe allemand de hard rock Scorpions.

## Biographie
Paweł naît et grandit à Wieliczka où, avec les encouragements de son père, il commence à jouer de la basse semi-professionnellement à l'âge de 15 ans. Son jeune âge dans le monde du rock lui a valu son surnom de "Baby" : en effet quelques années plus tard Mąciwoda était déjà embarqué dans une tournée européenne avec le groupe de jazz fusion Little Egoists et membre intermittent des groupes avant-gardistes rock Dupa et Püdelsi (ces deux groupes étant basés à Cracovie). Dans ces années là, il a aussi réalisé un album solo nommé Radio Wieliczka. Avant de rejoindre Scorpions en remplacement du bassiste Ralph Rieckermann, il a aussi joué dans le groupe de jazz-rock Walk Away avec lequel il a enregistré l'album Magic Lady. Pour l'anecdote, quelques heures avant la naissance de Paweł, naissait un certain Kurt Cobain.

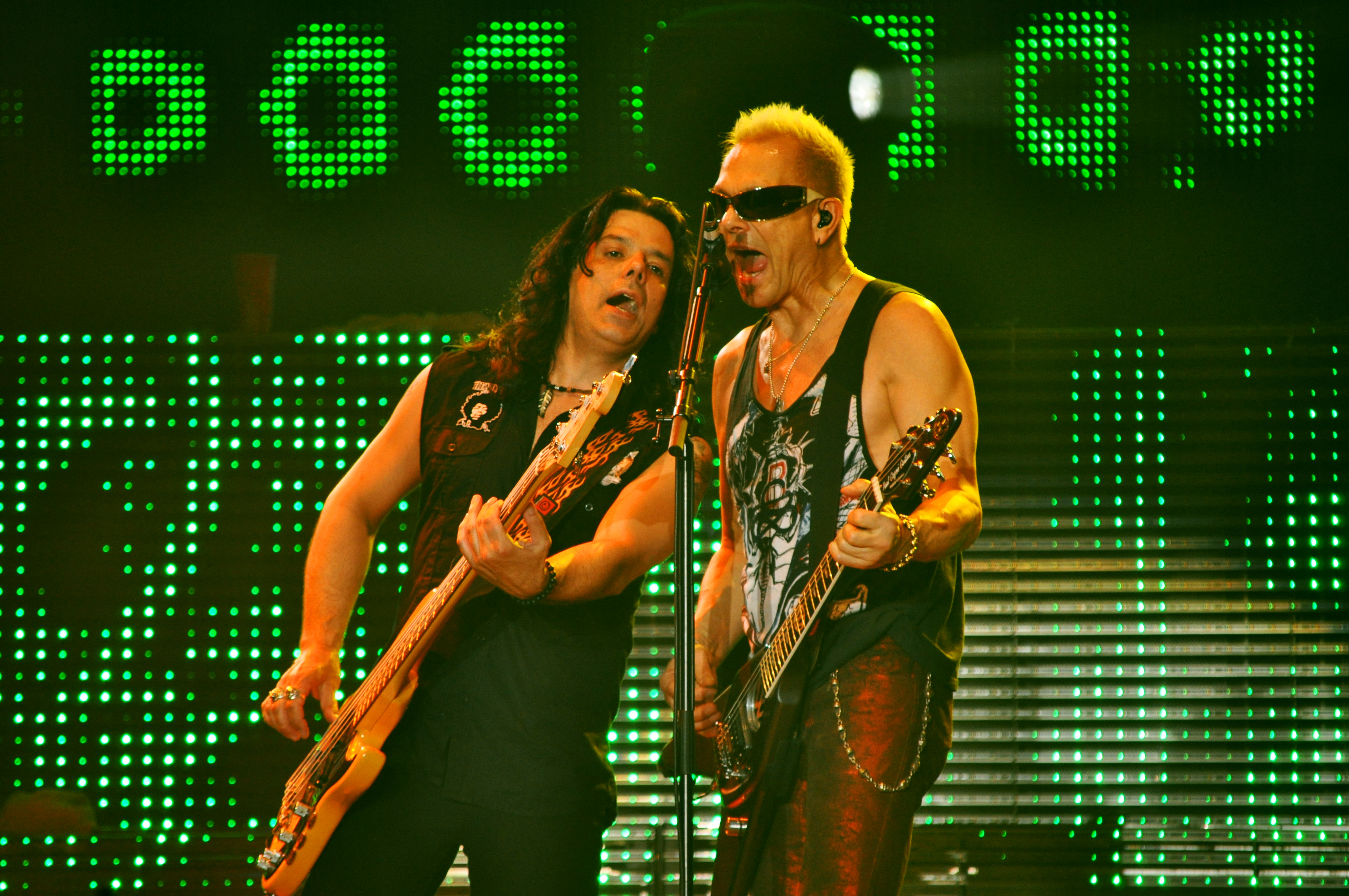
Paweł Mąciwoda à Rennes en 2012.
Paweł Mąciwoda à Rennes en 2018.

## Vie privée
Marié à Agnieszka, il a deux enfants, Lukasz et Marysia,,.

## Discographie

### En solo
- Radio Wieliczka

### Walk Away
- Magic Lady

### Scorpions
- Unbreakable, 2004
- Humanity - Hour 1, 2007
- Sting in the Tail, 2010
- Comeblack, 2011
- Return to Forever, 2015
- Rock Believer, 2022